# Air Côte d’Ivoire
Air Côte d'Ivoire ist die nationale Fluggesellschaft der Elfenbeinküste mit Sitz in Abidjan und Basis auf dem Flughafen Abidjan.

## Geschichte
Air Côte d'Ivoire wurde 2011 als Nachfolgegesellschaft der Air Ivoire gegründet. Die Gesellschaft wurde mit Hilfe der Air France aufgebaut, daher besteht die Flotte größtenteils aus ehemaligen Flugzeugen der Air France und deren Tochtergesellschaft Hop!. Die Inhaber der Gesellschaft sind der Staat mit 65 %, Air France-KLM mit 20 % und Aga Khan Fund for Economic Development mit 15 %.
Im April 2016 wurde bekannt, dass Air Côte d'Ivoire als erste afrikanische Fluggesellschaft zwei neue Airbus A320neo bestellt hat.
Im Juli 2020 erhielt die Fluggesellschaft 24 Millionen US-Dollar der Regierung um den Flugbetrieb aufrechterhalten zu können. Air Côte d'Ivoire kam aufgrund der COVID-19-Pandemie in finanzielle Schwierigkeiten.

## Flugziele
Air Côte d'Ivoire fliegt von Abidjan neben nationalen Destinationen Ziele in West- und Zentralafrika an.

## Flotte

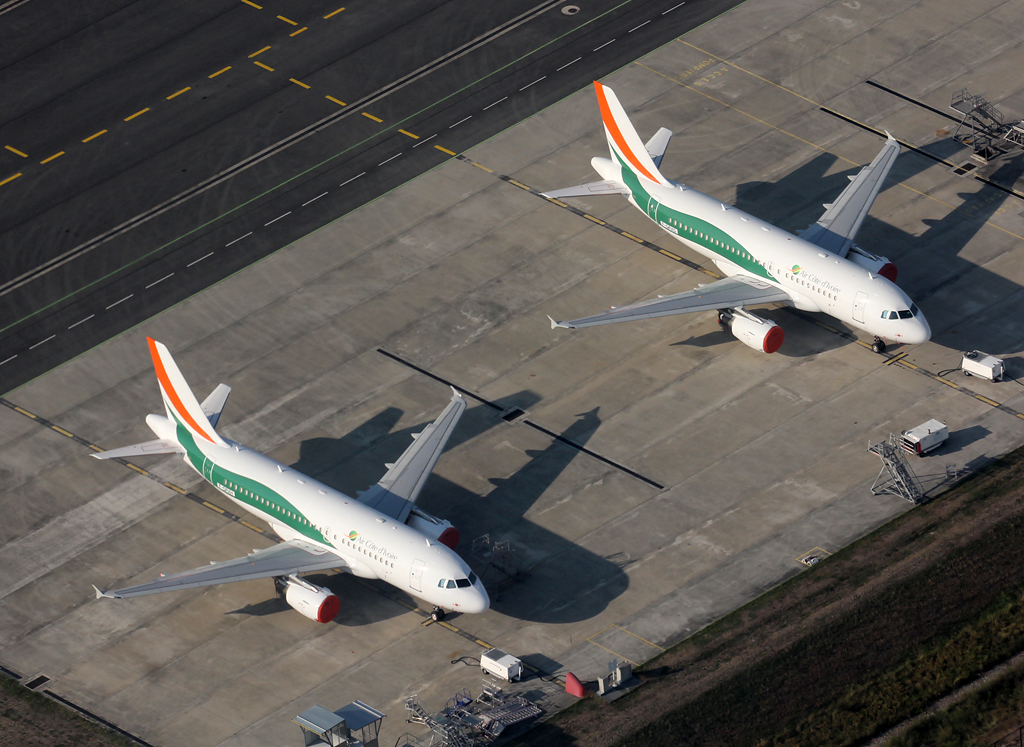
Mehrere Airbus A319-100 der Air Côte d'Ivoire

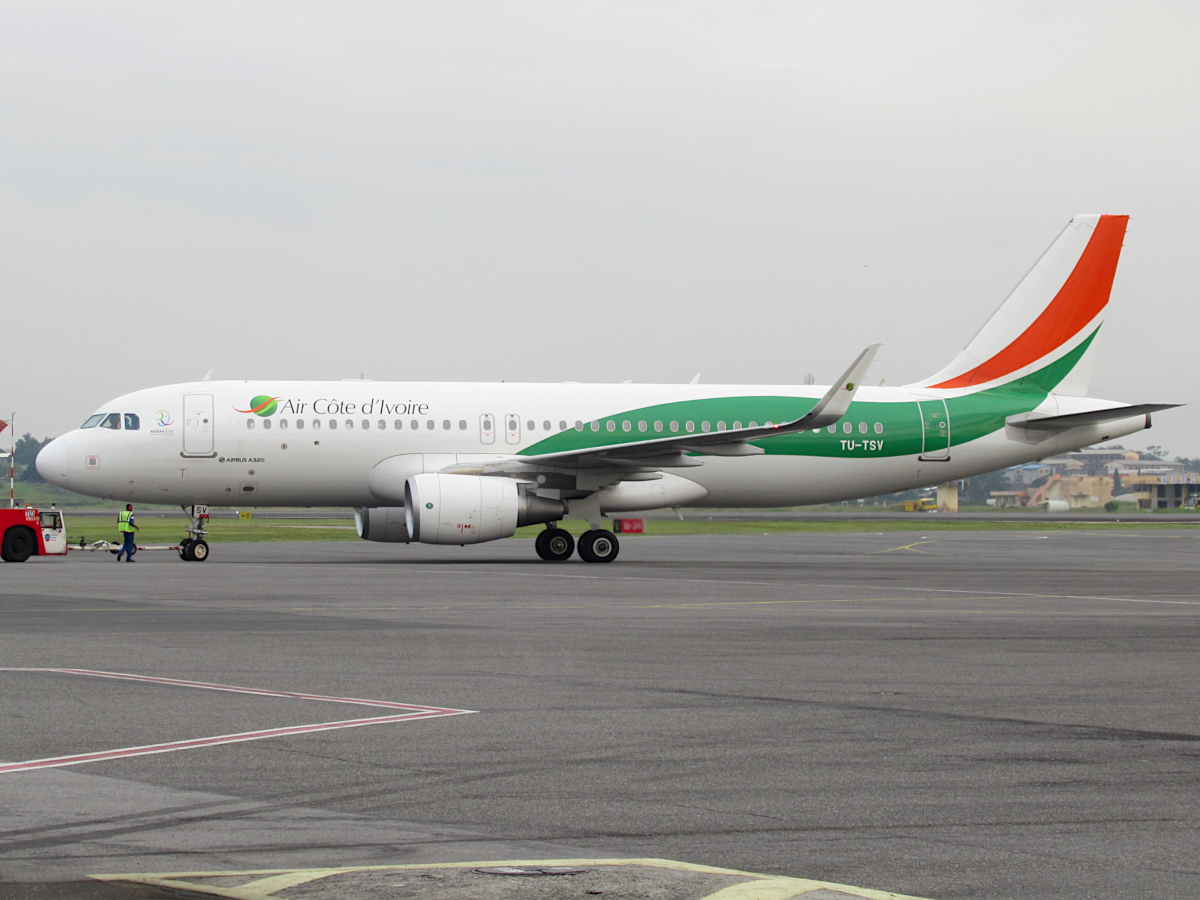
Airbus A320-200 der Air Côte d'Ivoire

Mit Stand August 2024 besteht die Flotte der Air Côte d’Ivoire aus elf Flugzeugen mit einem Durchschnittsalter von 9,4 Jahren:
| Flugzeugtyp            | Anzahl | bestellt | Anmerkungen                     | Sitzplätze (Business/Economy) | Durchschnittsalter (August 2024) |
| ---------------------- | ------ | -------- | ------------------------------- | ----------------------------- | -------------------------------- |
| Airbus A319-100        | 4      | 1        | zwei mit Sharklets ausgestattet | 120 (12/108)                  | 12,1 Jahre                       |
| Airbus A320-200        | 2      |          | mit Sharklets ausgestattet      | 148 (16/132)                  | 7,0 Jahre                        |
| Airbus A320neo         | 1      |          |                                 | 148 (16/132)                  | 3,9 Jahre                        |
| Airbus A330-900neo     |        | 2        |                                 | - offen -                     |                                  |
| De Havilland DHC-8-400 | 4      |          | eine inaktiv                    | 67 (7/60)                     | 9,3 Jahre                        |
| gesamt                 | 11     | 3        |                                 |                               | 9,4 Jahre                        |